# Погребище Первое
Погреби́ще Пе́рвое или «Погребище I» (укр. Погребище Перше) — украинский посёлок, Погребищенского района Винницкой области. Располагается у реки Козловка, которая является притоком реки Рось.

## История
В VII—VIII веках в этом районе проживали бужане (дулебы), которых окружали с севера — древляне и поляне, с запада — белые хорваты, волыняне, Аварский каганат — авары (обры); с востока — уличи, и с юга — тиверцы. Вполне возможно, что эти славянские народы тесно пересекались и не имели строгих границ проживания.
В начале XIII века район выжжен и полностью уничтожен татаро-монголами.

## Популяция населения
Численность населения на 2013 год составляет 467 человек.

## Топографические карты
- Лист карты M-35-XXIV. Масштаб: 1 : 200 000. Указать дату выпуска/состояния местности.